# Gerrie ter Horst
Gerrit (Gerrie) ter Horst (Steenwijk, 11 september 1943 – Rotterdam, 17 januari 1993) was een Nederlands voetballer, die uitkwam voor VV Leeuwarden en Sparta Rotterdam. Na zijn actieve carrière was hij trainer van diverse amateurclubs, voornamelijk in de regio Den Haag.

## Biografie

### Carrière als voetballer
Ter Horst werd geboren in Steenwijk. In 1960 speelde hij voor VV Leeuwarden. Tevens was hij jeugdinternational en speelde van 1960 tot 1962 tien interlands voor Jong Oranje. Hij was uitblinker op het jeugd-EK in Roemenië. In 1962 liet hij zichzelf op de transferlijst plaatsen. Het was uiteindelijk Sparta Rotterdam, die de speler oppikte. In zijn debuutwedstrijd voor de Rotterdammers tegen Blauw-Wit scoort de linksback in eigen doel. In 1964 speelde Ter Horst in het Nederlands militair voetbalelftal dat gedeeld derde werd op de militaire wereldkampioenschappen.
Bij Sparta stond Ter Horst bekend als een harde, robuuste verdediger en groeide hij uit tot aanvoerder van het team. In 1967 zou hij betrokken worden in een spelersruil tussen Sparta en PSV, waarbij hij en Pim Doesburg naar Eindhoven zouden gaan, terwijl Lambert Verdonk en Miel Pijs de omgekeerde weg zouden bewandelen. Toen Ten Horst niet tot een akkoord kwam over zijn salaris, werd hij teruggetrokken uit de deal en bleef hij bij Sparta. In september 1969 baarde de vroeg kalende Ter Horst opzien, door een wedstrijd te spelen met een toupet. In 1974 voerde trainer Leo Steegman, met wie Ter Horst een moeilijke relatie onderhield, een grote verjonging door in het elftal, waarvan Ter Horst het slachtoffer werd. Na een woordenwisseling met Steegman op de training, stapte Ter Horst boos het trainingsveld af en werd enkele dagen later op non-actief gesteld. De club gunde hem uiteindelijk een vrije transfer, met behoud van salaris en wedstrijdpremies tot het eind van het seizoen. Ter Horst speelde 452 wedstrijden voor de kasteelclub, waarmee hij, na Pim Doesburg, de Spartaan is met de meeste wedstrijden voor de club.
In de zomer van 1974 vertrok Ter Horst naar Berchem Sport uit Antwerpen, waarmee in in de onderste regionen van de Belgische eerste klasse speelde. In het seizoen 1975-1976 eindigde de ploeg op de laatste plaats en degradeerde. Hierop beëindigde Ter Horst zijn actieve carrière.

### Carrière als trainer
Na zijn actieve carrière startte Ter Horst met een trainerscursus. Tevens werd hij trainer van de Haagse voetbalvereniging SV Die Haghe uit Loosduinen. In de jaren die volgden was hij achtereenvolgens trainer van Lenig en Snel, RVVH en Excelsior '20. Eind 1985 zakte hij voor zijn herexamen voor de cursus Coach Betaald Voetbal, waarna hij de cursus zonder diploma verliet. Hierna was hij nogmaals trainer van Die Haghe. Na zijn tijd bij Die Haghe trok hij zich terug uit het voetbal, maar speelde nog wel mee in wedstrijden van oud-Sparta.

### Maatschappelijke carrière
Ter Horst combineerde zijn carrière bij Sparta met een baan bij bierbrouwer Amstel. In 1969 opende hij met medespeler Hans Eijkenbroek een eigen drankzaak in de Taandersstraat in Rotterdam-West. Later opende het duo een tweede filiaal in de Karel Doormanstraat in centrum van Rotterdam.

### Overlijden
Op 17 januari 1993 werd Ter Horst onwel tijdens een wedstrijd voor een amateurteam van Sparta. Hij overleed kort hierna in het Sint Franciscus Gasthuis in Rotterdam. Hij werd slechts 49 jaar.